# Totoya
Totoya é uma ilha vulcânica do subgrupo Moala das ilhas Lau, em Fiji. Tem área de 28 km2, pelo que é a menor do subgrupo Moala. A altitude máxima é 366 m. A economia tem rendimentos da exploração de coqueiros.